# 上阪香苗
上阪 香苗（こうさか かなえ、1892年（明治25年）10月8日 - 1974年（昭和49年）12月10日）は、日本の海軍軍人。最終階級は海軍少将。滋賀県大津市出身。

## 略歴
旧制滋賀県立膳所中学校より海軍兵学校第43期入校。
当時の海軍兵学校は受験を3度までしか認めておらず、上阪は兵学校の受験に2度失敗し、最後の受験で入校が認められた。
海軍砲術学校高等科卒業後は砲術畑を歩んだが、大佐進級後は航空に移った点で、戸塚道太郎海軍中将や同期生の有馬正文海軍中将と似た経歴をたどる。
太平洋戦争中は一時的に航空戦隊司令官を務めた以外は、一貫して航空本部補職が続いた。

## 人物像
練習航海で同じ艦に乗組んだ同期生の高木惣吉海軍少将は、死去するまで大親友だった。高木の回想では、上阪は青春期の苦労を全く感じさせない温和で物静かな人物だったという。

## 年譜
- 1892年（明治25年）10月8日- 滋賀県滋賀郡膳所村（現在の大津市）生
- 1905年（明治38年）4月1日- 滋賀県立膳所中学校入学
- 1910年（明治43年）3月31日- 滋賀県立膳所中学校卒業
- 1912年（大正元年）9月9日- 海軍兵学校入校 入校時成績順位100名中第54位
- 1915年（大正4年）12月16日- 海軍兵学校卒業 卒業時成績順位96名中第16位・装甲巡洋艦「磐手」乗組・練習艦隊近海航海出発 佐世保~仁川~旅順~大連~鎮海~鳥羽方面巡航
- 1916年（大正5年）4月3日- 帰着
  - 4月20日- 練習艦隊遠洋航海出発 香港~シンガポール~フリーマントル~メルボルン~シドニー~ウェリントン~オークランド~ヤルート~ポナペ~トラック~父島方面巡航 
  - 8月22日- 帰着
  - 8月25日- 戦艦「敷島」乗組
  - 12月1日- 海軍少尉
- 1917年（大正6年）10月10日- 2等巡洋艦「千歳」乗組
- 1918年（大正7年）7月16日- 装甲巡洋艦「浅間」乗組
  - 12月1日- 任 海軍中尉
- 1919年（大正8年）2月21日- 戦艦「日向」乗組
  - 12月1日- 海軍砲術学校普通科学生
- 1920年（大正9年）5月31日- 海軍水雷学校普通科学生
  - 12月1日- 2等駆逐艦「栗」乗組
- 1921年（大正10年）12月1日- 任 海軍大尉・海軍砲術学校高等科第21期学生
- 1922年（大正11年）11月29日- 海軍砲術学校高等科修了
  - 12月1日- 巡洋戦艦「霧島」分隊長
- 1923年（大正12年）12月1日- 軽巡洋艦「龍田」分隊長
- 1924年（大正13年）12月1日- 軽巡洋艦「長良」分隊長
- 1925年（大正14年）12月1日- 航空母艦「鳳翔」砲術長兼分隊長
- 1926年（大正15年）12月1日- 海軍大学校甲種第26期学生
- 1927年（昭和2年）12月1日- 任 海軍少佐
- 1928年（昭和3年）12月6日- 海軍大学校甲種卒業 卒業時成績順位22名中第9位
  - 12月10日- 第1水雷戦隊水雷参謀
- 1930年(昭和5年)11月1日- 海防艦「出雲」砲術長 海軍少尉候補生指導官
- 1931年(昭和6年)3月5日- 練習艦隊遠洋航海出発 基隆~馬公~香港~シンガポール~コロンボ~アデン~ポートサイド~ナポリ~トゥーロン~マルセイユ~マルタ~アレキサンドリア~ジブチ~コロンボ~バタヴィア~マニラ~パラオ~佐世保方面巡航 
  - 8月15日- 帰着
  - 11月2日- 霞ヶ浦海軍航空隊教官
- 1932年（昭和7年）12月1日- 任 海軍中佐・海軍航空本部総務部 兼海軍省軍務局第1課
- 1935年（昭和10年）10月31日- 海軍軍令部出仕 欧米各国出張
- 1936年（昭和11年）7月4日- 帰朝
  - 7月11日- 海軍軍令部兼海軍省出仕
  - 11月2日- 水上機母艦「神威」艦長
  - 12月1日- 任 海軍大佐
- 1938年（昭和13年）3月22日- 第十三航空隊司令[1]
  - 12月15日- 航空母艦「龍驤」艦長
- 1939年（昭和14年）11月15日- 横須賀海軍航空隊副長兼教頭
- 1940年（昭和15年）11月25日- 航空母艦「蒼龍」艦長
- 1941年（昭和16年）9月12日- 海軍航空本部教育部長
- 1942年（昭和17年）11月1日- 任 海軍少将
- 1943年（昭和18年）2月16日- 聯合艦隊司令部附
  - 2月25日- 第二十六航空戦隊司令官[2]
  - 9月1日- 第五十航空戦隊司令官[3]
  - 11月15日- 海軍航空本部総務部長
- 1944年（昭和19年）3月15日- 海軍航空本部教育部長
  - 9月1日- 兼 海軍練習連合航空総隊参謀長
- 1945年（昭和20年）4月7日- 兼大本営海軍参謀 兼海軍戦力練成部副部長
  - 8月20日- 海軍省教育局長 兼海軍航空本部教育部長 兼海軍大学校教頭 兼海軍大学校研究部長 兼大本営海軍戦力練成部長
  - 10月1日- 海軍省出仕
  - 10月25日- 予備役編入
- 1974年（昭和49年）12月10日- 死去 享年82